# 圣阿芒德布瓦克斯
圣阿芒德布瓦克斯（法語：Saint-Amant-de-Boixe，法語發音：[sɛ̃.t‿amɑ̃ də bwaks]）是法国夏朗德省的一个市镇，位于该省中北部，属于昂古莱姆区。

## 地理
圣阿芒德布瓦克斯（45°47'53"N, 0°8'5"E）面积22.39 平方千米，位于法国新阿基坦大区夏朗德省，该省份为法国西部内陆省份，北起德塞夫勒省和维埃纳省，东临上维埃纳省，东南至多尔多涅省，南至多爾多涅省，西接滨海夏朗德省。
与圣阿芒德布瓦克斯接壤的市镇（或旧市镇、城区）包括：欧萨克-瓦达勒、曼恩德布瓦克斯、图里耶、韦尔旺、维勒茹贝尔、武阿尔特、克桑贝。
圣阿芒德布瓦克斯的时区为UTC+01:00、UTC+02:00（夏令时）。

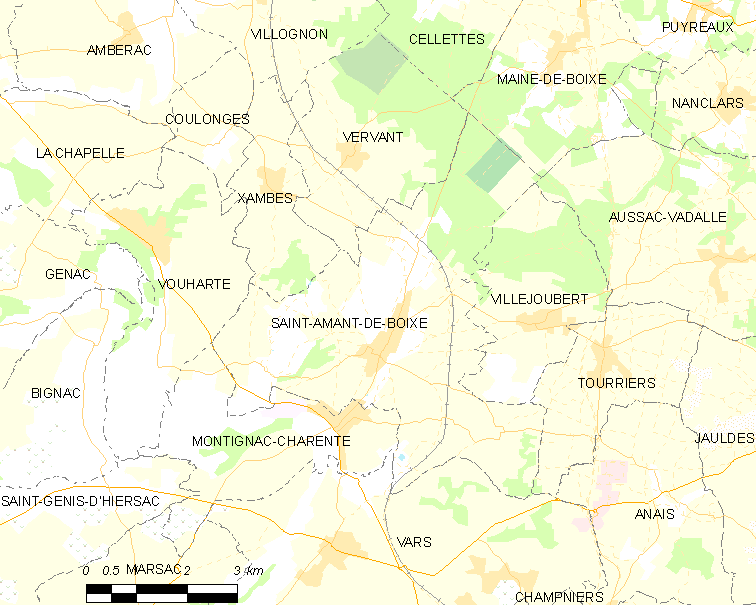
圣阿芒德布瓦克斯的OSM定位图

## 行政
圣阿芒德布瓦克斯的邮政编码为16330，INSEE市镇编码为16295。

## 政治
圣阿芒德布瓦克斯所属的省级选区为布瓦克斯-芒卢瓦县。

## 交通
夏朗德省省道D15线、D18线、D32线、D113线、D114线和D737线经过境内。巴黎－波尔多铁路经过境内但未设站。

## 人口

1962-2008年间圣阿芒德布瓦克斯人口变化图示

圣阿芒德布瓦克斯于2022年1月1日时的人口数量为1327人。